# Atrichobrunettia simplex
Atrichobrunettia simplex är en tvåvingeart som beskrevs av Wagner 1984. Atrichobrunettia simplex ingår i släktet Atrichobrunettia och familjen fjärilsmyggor. Inga underarter finns listade i Catalogue of Life.